# 164e division légère Afrika
La 164e division légère Afrika (en allemand : 164. Leichte Afrika Division), initialement 164. Infanterie-Division puis Festungs-Division Kreta, était une division d'infanterie motorisée de l'Armée allemande (Wehrmacht) pendant la Seconde Guerre mondiale qui a combattu principalement en Afrique dans l'Afrika Korps.

## Création et différentes dénominations
- 27 novembre 1939 : création de la 164. Infanterie-Division
- 10 janvier 1942 : Elle prend le nom de Festungs-Division Kreta
- 15 août 1942 : Elle devient la 164. leichte Afrika-Division

### 164. Infanterie-Division
La 164. Infanterie-Division (164. ID) est formée le 27 novembre 1939 sur le terrain d'entrainement de Königsbrück (de)(Königsbrück) dans la région militaire de Dresde 7e vague de mobilisation, Wehrkreises IV.
Tout d'abord affectée à l'OKH réserve comme unité de remplacement, la 164e division d'infanterie est réorganisée à 3 régiments le 20 janvier 1940 et participe à la bataille de France en étant rattachée à la 9e armée. L'unité cantonne à Reims jusqu'en décembre 1940.
En janvier 1941, elle est transportée en Roumanie et rattachée à la 12e armée du maréchal Wilhelm List, elle participe à partir du 9 avril 1941 à la campagne contre la Grèce et combat plus particulièrement dans les environs de Salonique, où elle reste comme force d'occupation.
En septembre 1941, la division est déplacée en Yougoslavie et en novembre elle est transportée en Crète.
En septembre 1941, la 164e division participe à la campagne de Yougoslavie puis en novembre elle est transportée par avion en Crète pour servir comme troupe d'occupation afin de garantir l'île contre une éventuelle attaque britannique.
Le 10 janvier 1942, la 164. ID est renommée Festungs-Division Kreta.

### Festungs-Division Kreta
La Festungs-Division Kreta est formée le 10 janvier 1942 à partir de la 164. Infanterie-Division pour tenir garnison en Crète comme son nom l'indique.

### 164. leichte Afrika-Division
La 164. leichte Afrika-Division est formée à partir de la Festungs-Division Kreta, qui arrive en Afrique en juillet 1942 elle est envoyée sur le front pour relever la 90. Leichte Afrika-Division.
Début août 1942, la 164. Leichte Afrika Division, forte de 6 700 hommes et d'une cinquantaine de 2,8-cm sPzB 41 et 5-cm PaK 38, releve la Panzerarmee Afrika. L'unité participe, de juillet à novembre, à la seconde bataille d'El Alamein ou elle subit des pertes très importantes et elle est alors envoyée pour se réorganiser à Tripoli. Les renforts, n'étant pas disponible elle est envoyée en février 1943, incomplète, à Buerat pour construire des fortifications défensives.
En mai 1943, pendant la campagne de Tunisie, rattachée au 21e corps italien, elle est pratiquement anéantie lors de l'attaque de la ligne Mareth perdant l'ensemble de ses moyens de transport et l'équivalent de 2 bataillons. Les derniers éléments encerclés à Tunis capitulent le 13 mai 1943.
La division est officiellement dissoute en juin 1943 en Tunisie.

### Insignes

Insigne de la 164e division d'infanterie
1er logo de la 164e division légère Afrika
2e logo de la 164e division légère Afrika

## Organisation

### Commandants - 164. Infanterie-Division
| Date                                | Grade           | Commandant           |
| ----------------------------------- | --------------- | -------------------- |
| 1er décembre 1939 - 10 janvier 1940 | Generalleutnant | Konrad Haase         |
| 10 janvier 1940 - 1er janvier 1942  | Generalleutnant | Josef Folttmann (de) |

### Commandants - Festungs-Division Kreta
| Date                               | Grade           | Commandant           |
| ---------------------------------- | --------------- | -------------------- |
| 1er janvier 1942 - 18 juillet 1942 | Generalleutnant | Josef Folttmann (de) |

### Commandants - 164. leichte Afrika Division
| Date                           | Grade           | Commandant                    |
| ------------------------------ | --------------- | ----------------------------- |
| 18 juillet 1942 - 10 août 1942 | Generalleutnant | Josef Folttmann (de)          |
| 10 août 1942 - 15 janvier 1943 | Generalleutnant | Carl-Hans Lungershausen (it)  |
| 15 janvier 1943 - 12 mai 1943  | Generalmajor    | Kurt Freiherr von Liebenstein |

### Officiers d'opérations (Generalstabsoffiziere (Ia)) -  164. leichte Afrika Division
| Date                        | Grade  | Commandant     |
| --------------------------- | ------ | -------------- |
| 15 août 1942 - Janvier 1943 | Oberst | Arthur Markert |
| Janvier 1943 - Mai 1943     | Major  | Richard Feige  |

## Théâtres d'opérations
Festungs-Division Kreta
- Janvier 1942 - Juillet 1942 : en garnison pour la défense[2]  de la Crète

164. leichte Afrika Division
- Juillet 1942 - Mai 1943 : Deutsches Afrikakorps, Guerre du désert Afrique du nord, Campagne de Tunisie

## Ordres de bataille
164. Infanterie-Division - 1939
- Infanterie-Regiment 382
- Infanterie-Regiment 433
- leichte Artillerie-Abteilung 220

164. Infanterie-Division - 1940
- Infanterie-Regiment 382
- Infanterie-Regiment 433
- Infanterie-Regiment 440
- Artillerie-Regiment 220
  - I. Abteilung
  - II. Abteilung
  - III. Abteilung
  - IV. Abteilung
- Feldersatz-Bataillon 220
- Panzerabwehr-Abteilung 220
- Pionier-Bataillon 220
- Infanterie-Divisions-Nachrichten-Abteilung 220
- Infanterie-Divisions-Nachschubführer 220

Festungs-Division Kreta - 1942
- Infanterie-Regiment 382
- Infanterie-Regiment 433
- Infanterie-Regiment 440
- Artillerie-Regiment 220

164. leichte Afrika Division
- Panzer-Grenadier-Regiment 125
- Panzer-Grenadier-Regiment 382
- Panzer-Grenadier-Regiment 433
- Artillerie-Regiment 220
- Feldersatz-Bataillon 220
- Panzerjäger-Abteilung 220
- Pionier-Bataillon 220
- Panzer-Aufklärungs-Abteilung 164
- Panzer-Nachrichten-Abteilung 220
- Kommandeur der Infanterie-Divisions-Nachschubtruppen 220

## Décorations
Des membres de cette division ont été récompensés à titre personnel pour leurs faits de guerre:
- Croix allemande
  - en Or :  3
- Croix de chevalier de la Croix de fer
  - 2